# Aníbal Sampayo

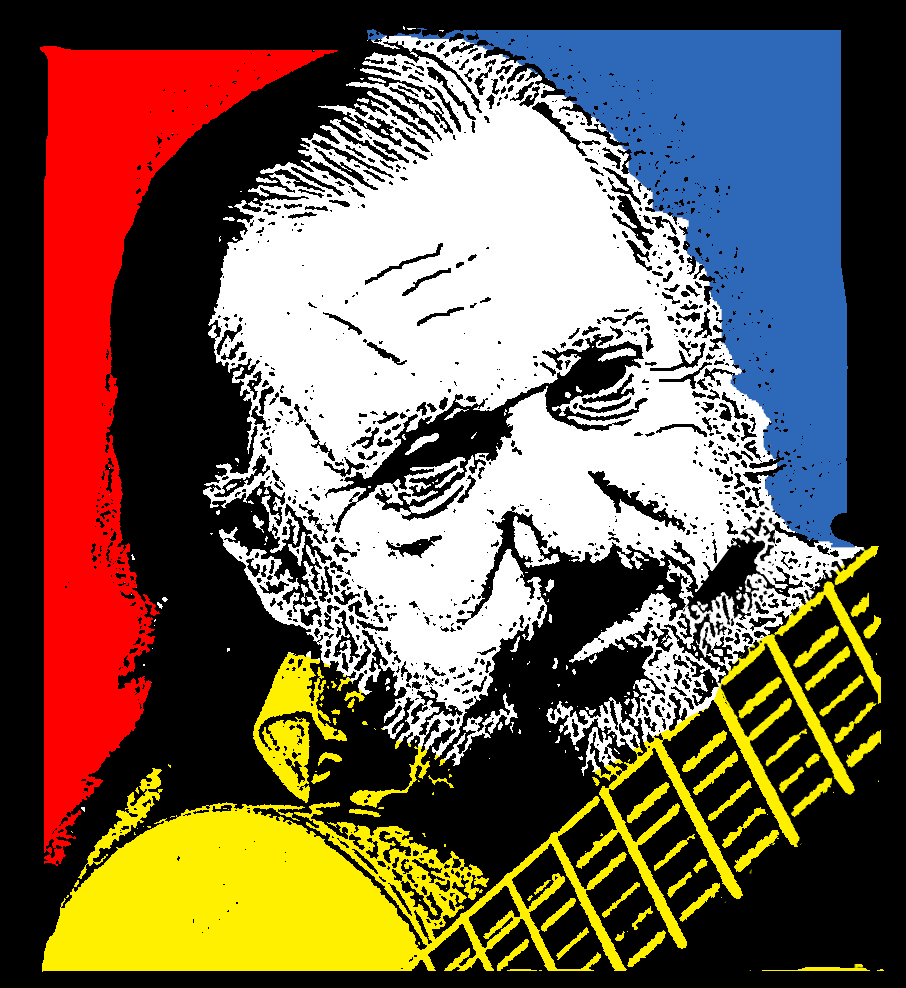

Aníbal Domingo Sampayo Arrastúe (Paysandú, 6 de agosto de 1926-ibídem, 9 de mayo de 2007) fue un poeta, cantante, guitarrista, arpista y compositor uruguayo. Sus temas han sido grabados por Mercedes Sosa, Jorge Cafrune, Liliana Herrero, Quilapayún y José Larralde, entre muchos otros.

## Biografía

### Primeros años
Nace en la ciudad de Paysandú el 6 de agosto de 1926. 
Aprendió música con Alberto Carbone, quien le enseñaba gratuitamente.
En 1939 integra un trío con los hermanos Juan Alberto y Homero Soler. Por esos años Sampayo actúa en diversas radios de Paysandú, Tacuarembó, Concepción del Uruguay y Concordia (Entre Ríos). En 1940, bajo la dirección de su maestro Carbone, integra el grupo Fulgores, siendo su primera actuación en el  Teatro Florencio Sánchez de su ciudad natal. Al año siguiente forma un dueto con Leonardo Melano, dúo que se prolongará por treinta años.
De sus comienzos en la música se conservan algunos registros de Sampayo junto a los hermanos Soler, otras junto a Melano y  discos de acetato registrados en Paysandú en un estudio.
Entre 1942 y 1947 recorre Uruguay y parte del litoral argentino. Al mismo tiempo que avanza en su carrera como músico, hace investigaciones sobre el folklore uruguayo y argentino.

### Época en la radio y giras musicales
Desde 1947 trabaja en Radio Paysandú, como locutor y operador. Desde allí difunde música típica de Uruguay, Argentina y Paraguay. Gracias a su tarea, la radio es la más escuchada en varias provincias argentinas.
En 1948 formó un grupo con los Hermanos Arroyo (folkloristas paraguayos), realizando presentaciones en Argentina, Bolivia, Brasil y Paraguay. El gobierno paraguayo le encomienda varias giras, como embajador cultural. En el transcurso de estas giras (entre 1948 y 1951) actúa con varios músicos, en diversos festivales y radios.
Al regresar a su país, comenzó a actuar con el grupo "Aníbal Sampayo y su Conjunto de Arte Nativo", formado por él y sus coterráneos "Chichí" Vidiella  y Orlando Lynch.  En 1953 actúa en radio El Espectador de Montevideo formando el grupo "Trío Alborada" (junto a los guitarristas Martínez Velazco y Piñón), esta actuación se repetiría años más tarde.

### Primeros álbumes
En 1956 graba en Argentina su primer disco, editado por el Sello Pampa, que contiene  la zamba «La compañera» (de Oscar Valles) y el gato «El pintao». Luego es editado por el sello Odeón otro disco con dos temas instrumentales: «Misionera» (una galopa de Fernando Bustamante) y «Regalo de amor» (una guarania de Mauricio Cardozo Ocampo).
Una de sus canciones más conocidas, «Ky chororó», es de la década de 1950. La canción narra el diálogo que un pescador, montado en su canoa, tiene con su entorno natural, especialmente con el tataupá, a quien llama y éste le responde cantando «ky chororó». Sampayo la grabó en 1967 pero las primeras grabaciones fueron realizadas por Los Olimareños (Uruguay, 1963), Los Indianos (Paraguay, 1963), Los De Salta (Argentina, 1963), Jorge Cafrune, (Argentina, 1963), Carlos Di Fulvio (Argentina, 1964), Los Trovadores del Norte (Argentina, 1964), Los Nocheros de Anta (Argentina, 1964), Horacio Guarany (Argentina, 1965), Mercedes Sosa (Argentina, 1965), Julio Molina Cabral (Argentina, 1965), Dorita y Pepe (Inglaterra 1966), Ariel Ramírez y su conjunto Ritmus (Argentina, 1966). Además existen otros registros discográficos de Néstor Di Nunzio, Antonio Tarragó Ros, Liliana Herrero, Silvia Iriondo, Yamila Cafrune, Damián Lemes Trío, Facundo Ramírez, Dúo Enarmonía (Argentina), Rossana Taddei, Los que Iban Cantando, Washington Carrasco, Yisela Sosa, Los Cantores de Paysandú, Laura González Cabezudo (Uruguay), Napalé (Chile).

### Folclore y música protesta
A fines de la década de 1950 actúa en reiteradas ocasiones en Córdoba, siendo fundador de una importante peña folklórica. Comparte escenarios con músicos de la talla de Eduardo Falú, Los Fronterizos, Los Chalchaleros, Amadeo Monge, Los Trovadores del Norte, entre otros.
Actuó en 1961 en la edición inaugural del Festival de Cosquín, donde actuaría ininterrumpidamente hasta 1969. Según se deduce de sus propias palabras, la censura es la responsable de que no actúe en los siguientes.
En 1963 recibe un reconocimiento como el compositor más popular de Uruguay y Argentina. En 1964 su canción más famosa, «Río de los pájaros», es premiada en el Festival de Cosquín. En 1967 participa en el "Encuentro de la canción de protesta", llevado a cabo en Cuba. Recibe de la Organización de Estados Americanos en 1969 una plaqueta de oro, en reconocimiento a su trabajo de difusión de la cultura y música popular en América Latina.
Durante este período de tiempo se destacan también varios trabajos suyos en el estudio de la música de su región. Se destacan algunos de ellos presentados en Misiones en 1964, acerca del origen de la canción social; así como el ensayo Nuestra canción del litoral, publicado en 1966 en el diario El Debate.
En 1970 es editada por el sello discográfico Clave la cantata «José Artigas: aurora, lucha y ocaso del Protector de los pueblos libres», obra de su autoría grabada junto al grupo Los Montaraces, que reúne once temas en homenaje al prócer de su país, con músicas tradicionales de Uruguay, Argentina y Paraguay (incluye una vidalita, un gato, una cifra, una marcha, un cielito, una milonga, un candombe, un chamamé, una huella y una guarania). El disco sería editado en CD por el sello Sondor, con motivo del Bicentenario de Uruguay. 

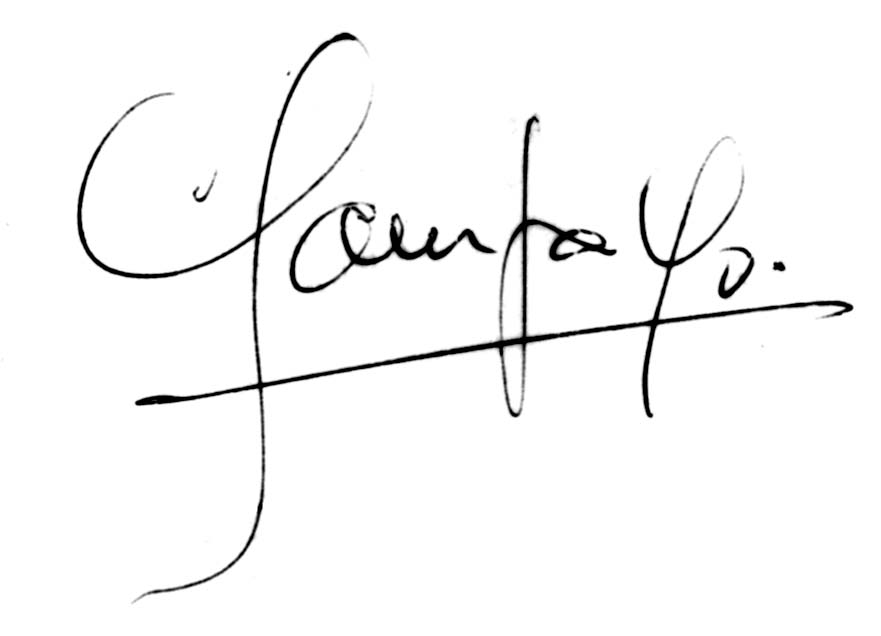
Firma del cantautor sanducero.

### Exilio
En mayo de 1972 es detenido en Paysandú por pertenecer al Movimiento de Liberación Nacional - Tupamaros, al que proveía de armas que traía desde Chile y Argentina. Permanece en la cárcel hasta 1980 y tras su liberación parte a Suecia. 
Realiza en su exilio varias giras por Europa. En 1983 graba el LP Canto a la liberación, donde se destacan las formas instrumentales propias del folclore americano. En 1984 realiza una gira por América Latina, presentándose en teatros, radios y televisión de México, Panamá, Venezuela, Cuba, Bolivia, y Nicaragua; y actúa en diversas ciudades y canales de televisión de Canadá y Australia.
En 1985 regresa a Uruguay. Actúa en diversas salas tanto en su país como en Argentina (llega a actuar en el Estadio Obras Sanitarias). Ese mismo año se imprime su autobiografía, titulada El canto elegido. En 1986 vuelve a Suecia, donde investiga y escribe un trabajo sobre la polca, la mazurca y el chotis.
En 1992 se graba el CD Homenaje, antología de su repertorio con varios artistas invitados: Tarragó Ros, Miguel Martínez, Leopoldo Martí, Esteban Gil, Francisco Monzalvo, Luis Viana (de Argentina); «Pepe» Guerra, Larbanois & Carrero, Washington Carrasco - Cristina Fernández, Mauricio Ubal, Rubén Olivera, Hugo Fattoruso, Jorge Burgos, Luis Ferreira, «Chichi» Vidiella, Vinicio Ascone y Graciela Castro (de Uruguay).
Gana el "Charrúa de Oro" en el Festival Nacional de Folclore en Durazno, en 1993.
En mayo de 1996, edita en Paysandú Nuestras Raíces. Toponimia, flora y fauna guaraní en el Uruguay con dibujos de Héctor Rodríguez y auspiciado por la Intendencia Municipal del departamento. En septiembre de 2001 edita su último libro Desde Paysandú, canto y poesía.

### Últimos años
En los últimos años de su carrera son abundantes los homenajes hacia su persona: en 2003 en Buenos Aires en el Anfiteatro de ATE; en 2004 en la Fiesta Criolla de El Prado en Montevideo. Su cumpleaños número 80, el 6 de agosto de 2006, fue celebrado con una gran fiesta popular en su ciudad natal, en el Teatro Florencio Sánchez tuvo lugar el Recital de Los Pueblos Libres con la asistencia de artistas de toda la región. Ese mismo año los Cantores de Paysandú grabaron y presentaron en el teatro Florencio Sánchez un disco con versiones de algunas de sus creaciones, denominado Aníbal Sampayo, el del Río de los pájaros pintados, en donde músicos de diferentes estilos versionaron sus canciones con gran cariño, respeto y dignidad. Los estilos van desde el más tradicional, "de tierra adentro" hasta rock y algo que podría ubicarse como jazz fusión. Como dato curioso, en el disco interviene el propio intendente municipal de Paysandú, Nino Pintos.

## Fallecimiento
Muere el 9 de mayo de 2007 en su ciudad natal, estando aquejado del mal de Alzheimer desde dos años atrás. La Intendencia de Paysandú declaró Duelo Departamental.
Desde 2008 todos los años se celebra en Paysandú, en un entorno del 6 de agosto (fecha de su nacimiento), la "Semana de Aníbal Sampayo". El grupo denominado “Sampayeros” organiza diversos espectáculos artísticos y culturales.

## Obra

### Estilo
A lo largo del tiempo muchas de las canciones compuestas por Sampayo han sido interpretadas y versionadas por varios cantantes, consiguiendo un lugar en la cultura popular argentina y uruguaya. Parte de su obra explora el folclore argentino, la temática del hombre y su entorno natural,  y también la música protesta. En un inicio su obra tiene como protagonista el paisaje que lo rodea, las experiencias e interacciones de sus viajes y vivencias, prueba de ello son temas como «Ky chororó», «Río de los pájaros», «Cautiva del río», entre otros. Posteriormente su obra toma un cariz social, sus composiciones se ven influenciadas por la realidad política de la época, y se manifiesta en canciones como «A José Artigas». Durante su encarcelamiento en Uruguay compone el tema «A Leandro Gómez», donde manifiesta su inclinación hacia el artiguismo. En su álbum Canto a la liberación de 1982, muchas de las canciones son homenaje a personajes de la historia política como Tupac Amaru, Simón Bolívar, etc.

## Discografía
- Picaflor azul / Noches de amor (simple. Dumyl 6022)
- Arpa Guaraní (Clave 1967)
- Río de los pájaros (Clave 3009. 1963)
- El Arte de Aníbal Sampayo. Su arpa, su voz, su guitarra (Clave 1964)
- José Artigas (Clave 1970)
- Canciones y 30 medidas del Frente Amplio (1971)
- Río de los pájaros (1972)
- Los generales del pueblo (simple)
- Canto sin rejas (1981)
- ''José Artigas (Reedición. Sondor 84283. 1982)
- Canto a la liberación (1982)
- Por Raúl Sendic (EP. Hugo Dermit EPHD-794. 1982)
- Aníbal Sampayo (Hugo Dermit. 1982)
- Patria (Sondor 84399. 1985)
- De antiguo vuelo (1999)
- Aníbal Sampayo
- Hacia la aurora (con Los Costeros. Mallarini Producciones 30058)
- Con todo el litoral
- Coplas para el camino
- Sin fronteras
- Más allá del tiempo
- Antología (Sondor 44392. 1985)
- Hacia la aurora (Reedición. Montevideo Music Group. 2008)
- Lo mejor de Aníbal Sampayo (Recopilación. Ayuí / Tacuabé ae340cd. 2009)